# Râul Groapele, Bistrița
Râul Groapele este unul din cele două brațe care formează râului Bistrița. 

## Hărți
- Harta Munților Vâlcan  Arhivat în 15 iunie 2011, la Wayback Machine.